# Ormoy-la-Rivière
Ormoy-la-Rivière település Franciaországban, Essonne megyében. Lakosainak száma 950 fő (2022. január 1.). Ormoy-la-Rivière Étampes és Boissy-la-Rivière községekkel határos.

## Népesség
A település népességének változása:
| Lakosok száma | 933  | 929  | 1002 | 921  | 916  | 911  | 909  | 940  | 950  |
|               | 2013 | 2015 | 2016 | 2017 | 2018 | 2019 | 2020 | 2021 | 2022 |